# Palmarés internacional de clubes portugueses de futebol
Esta lista contém todos os títulos e troféus internacionais oficiais e oficiosos conquistados por clubes de futebol em Portugal, incluindo os treinadores que os conquistaram. Esta lista inclui apenas provas reconhecidas pela FIFA, UEFA e IFFHS, atuais e extintas.
No seu conjunto os clubes portugueses conquistaram até ao momento 4 títulos da Liga dos Campeões, 2 Ligas Europa, 2 Taças Intercontinentais, 1 Supertaça Europeia, 1 Taça das Taças, 1 Taça Intertoto, 1 Taça Latina e 1 Taça Ibérica. Portugal encontra-se em 6.º lugar no historial de conquistas europeias de clubes, à frente de países como França, Rússia ou Bélgica.

## História
A primeira competição europeia que contou com a participação de clubes portugueses foi a Taça Latina, prova precursora da Taça dos Clubes Campeões Europeus. Criada na época 1948–49 sob a chancela de Jules Rimet, Presidente da FIFA, a Taça Latina reunia os campeões nacionais de Portugal, Espanha, França e Itália e era organizada por um comité que reunia representantes das Federações Nacionais dos quatro países. Logo na 1.ª edição o Sporting apurou-se para a final, na que foi a 1.ª final europeia da história do futebol português. O Sporting perdeu essa final para o Barcelona, o 1.º campeão latino da história. A 2.ª edição foi conquistada pelo Benfica, numa finalíssima (repetição da final) disputada contra o Bordéus no Estádio Nacional do Jamor. O Benfica seria finalista da última edição da prova, na época 1956–57.
Em 1954–55 foi criada a Taça dos Clubes Campeões Europeus, que reunia os campeões nacionais dos diversos países europeus. O Benfica sagrou-se bicampeão europeu, tendo vencido consecutivamente a Taça dos Clubes Campeões Europeus nas épocas 1960–61 e 1961–62. O Benfica viria depois a ser finalista da prova nas épocas 1962–63, 1964–65, 1967–68, 1987–88 e 1989–90. O Porto venceu a Taça dos Clubes Campeões Europeus em 1986–87 e, já depois de implementada a nova designação de Liga dos Campeões, venceu novamente a prova na época 2003–04.
A Taça das Taças, criada em 1960–61 para ser disputada pelos vencedores das Taças nacionais, era ao tempo a 2.ª competição europeia mais importante. O Sporting conquistou a Taça das Taças na época 1963–64, após vencer na finalíssima o MTK Budapeste. O Porto seria finalista da prova em 1983–84.
Criada em 1971–72 a Taça UEFA, sucessora da Taça das Cidades com Feiras, começou por ser a 3.ª competição da hierarquia europeia, passando a 2.ª prova aquando da extinção da Taça das Taças em 1999. O 1.º finalista português na Taça UEFA foi o Benfica, na época 1982–83. O Porto venceu a Taça UEFA em 2002–03 e, já sob a nova designação de Liga Europa, em 2010–11. O Sporting foi finalista da prova em 2004–05. O Benfica seria novamente finalista nas épocas 2012–13 e 2013–14.
A Supertaça Europeia foi criada em 1971–72 para ser disputada entre o campeão europeu e o vencedor da Taça das Taças, tendo este último sido substituído pelo vencedor da Taça UEFA (hoje Liga Europa) a partir de 2000. Esta competição foi conquistada pelo FC Porto em 1986–87, tendo perdido a disputa da prova nas épocas 2002–03, 2003–04 e 2010–11.
A Taça Intertoto foi uma competição originariamente criada em 1961. Entre 1967 e 1994 a prova foi unicamente disputada por grupos, com os primeiros classificados de cada grupo a não serem considerados campeões, já que as disputas eram apenas em seus grupos específicos. Neste período Sporting (1968), CUF Barreiro (1974) e Belenenses (1975) venceram os seus grupos e receberam os respectivos prémios monetários. Em 1995 a UEFA assumiu a organização da prova, passando a Taça Intertoto a dar acesso à Taça UEFA. Durante a organização da UEFA o único clube português que recebeu o troféu de vencedor da Taça Intertoto foi o SC Braga em 2008, naquela que foi a última edição da prova.
Disputada entre 1960 e 2004, a Taça Intercontinental foi inicialmente, de 1960 a 1970, organizada por meio de uma parceria entre UEFA e CONMEBOL, sendo os jogos disputados nos países dos respetivos campeões continentais, no sistema de ida-e-volta. De 1980 até 2004, a competição foi disputada numa única partida realizada no Japão, passando a ser organizada pela Associação de Futebol do Japão e denominada Copa Toyota, por questões de patrocínio, porém continuando a ser supervisionada por UEFA e CONMEBOL. Tanto o Benfica como o Porto participaram por duas vezes cada, mas o único clube português a vencer esta competição foi o Porto (1987 e 2004).
Em 1983 foi disputada a única edição oficial da Taça Ibérica, organizada pela Federação Portuguesa de Futebol e pela Real Federação Espanhola de Futebol. Tal como a competição homónima disputada em rugby, a Taça Ibérica em futebol seria disputada pelos campeões nacionais de Portugal e Espanha, cabendo à Federação Portuguesa providenciar o troféu já que seria em Portugal a disputa da 2.ª mão que concluiria a prova. O Benfica, campeão português à época, venceu o Atlético de Bilbao, campeão espanhol, e conquistou a Taça Ibérica.

## Palmarés

### Palmarés por clube
| Nº  | Clube    | Vigentes          | Vigentes | Vigentes | Extintas | Extintas | Extintas | Extintas | Extintas | Total | Último Troféu          | R                   |
| Nº  | Clube    | Liga dos Campeões |          |          |          |          |          |          |          | Total | Último Troféu          | R                   |
| --- | -------- | ----------------- | -------- | -------- | -------- | -------- | -------- | -------- | -------- | ----- | ---------------------- | ------------------- |
| 1.º | Porto    | 2                 | 2        | 1        | 2        | –        | –        | 1        | –        | 8     | Liga Europa 2010–11    | [carece de fontes?] |
| 2.º | Benfica  | 2                 | –        | –        | –        | –        | 1        | 1        | –        | 4     | Taça Ibérica 1983      | [carece de fontes?] |
| 3.º | Sporting | –                 | –        | –        | –        | 1        | –        | –        | –        | 1     | Taça das Taças 1963–64 | [carece de fontes?] |
| 4.º | Braga    | –                 | –        | –        | –        | –        | –        | –        | 1        | 1     | Taça Intertoto 2008    | [carece de fontes?] |

 Bicampeão Europeu (2 títulos de campeão europeu consecutivos)

### Palmarés por treinador
| Nº   | Treinador           | Clube    | Vigentes          | Vigentes | Vigentes | Extintas | Extintas | Extintas | Extintas | Extintas | Total |
| Nº   | Treinador           | Clube    | Liga dos Campeões |          |          |          |          |          |          |          | Total |
| ---- | ------------------- | -------- | ----------------- | -------- | -------- | -------- | -------- | -------- | -------- | -------- | ----- |
| 1.º  | Béla Guttmann       | Benfica  | 2                 | –        | –        | –        | –        | –        | –        | –        | 2     |
| –    | José Mourinho       | Porto    | 1                 | 1        | –        | –        | –        | –        | –        | –        | 2     |
| –    | Tomislav Ivic       | Porto    | –                 | –        | 1        | 1        | –        | –        | –        | –        | 2     |
| 4.º  | Artur Jorge         | Porto    | 1                 | –        | –        | –        | –        | –        | –        | –        | 1     |
| –    | André Villas–Boas   | Porto    | –                 | 1        | –        | –        | –        | –        | –        | –        | 1     |
| –    | Víctor Fernández    | Porto    | –                 | –        | –        | 1        | –        | –        | –        | –        | 1     |
| –    | Anselmo Fernandez   | Sporting | –                 | –        | –        | –        | 1        | –        | –        | –        | 1     |
| –    | Ted Smith           | Benfica  | –                 | –        | –        | –        | –        | 1        | –        | –        | 1     |
| –    | Sven–Göran Eriksson | Benfica  | –                 | –        | –        | –        | –        | –        | 1        | –        | 1     |
| 10.º | Jorge Jesus         | Braga    | –                 | –        | –        | –        | –        | –        | –        | 1        | 1     |

### Palmarés por Associação de Futebol
| Nº  | Cidade    | Vigentes          | Vigentes | Vigentes | Extintas | Extintas | Extintas | Extintas | Extintas | Total |
| Nº  | Cidade    | Liga dos Campeões |          |          |          |          |          |          |          | Total |
| --- | --------- | ----------------- | -------- | -------- | -------- | -------- | -------- | -------- | -------- | ----- |
| 1.º | AF Porto  | 2                 | 2        | 1        | 2        | –        | –        | –        | –        | 7     |
| 2.º | AF Lisboa | 2                 | –        | –        | –        | 1        | 1        | 1        | –        | 5     |
| 3.º | AF Braga  | –                 | –        | –        | –        | –        | –        | –        | 1        | 1     |